# アルベロス

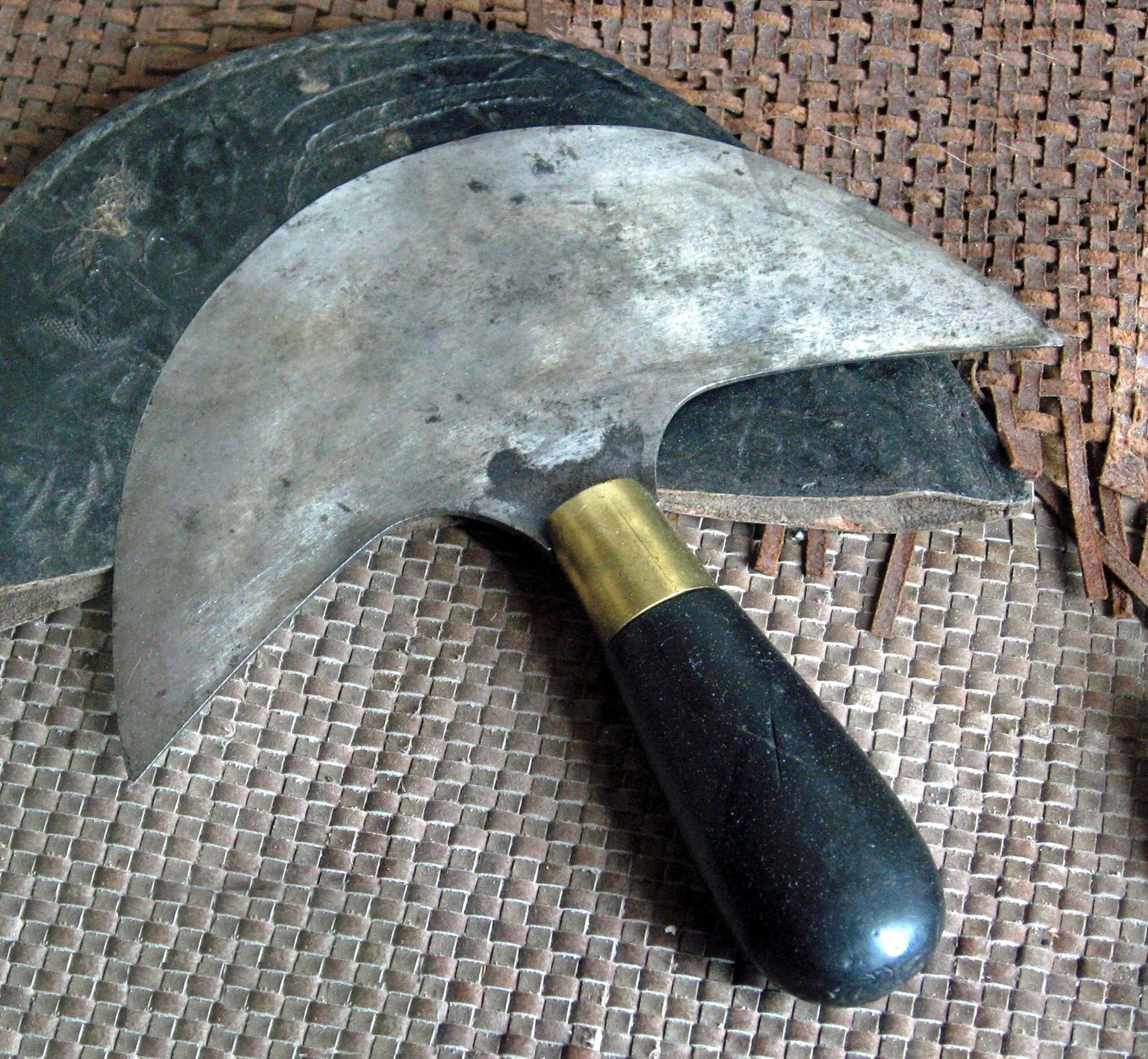
アルベロス

アルベロス図形

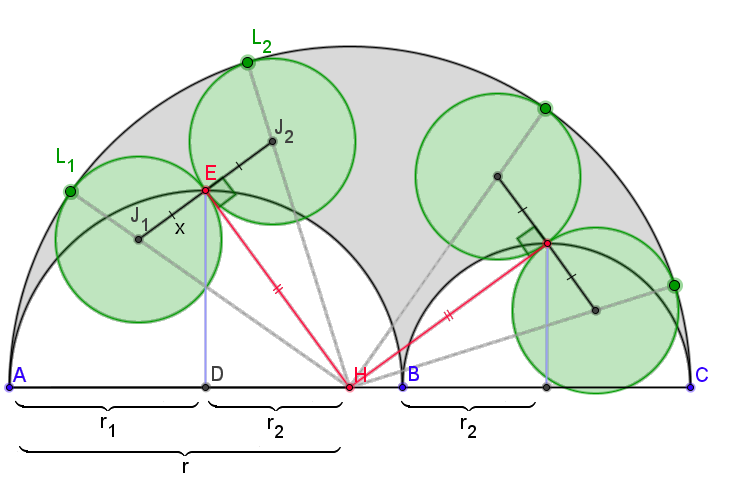
Archimedes' quadruplets

アルベロス（Arbelos）は、古代ギリシアで使われていたといわれる「靴屋のナイフ」。

## 幾何学におけるアルベロス
1つの半円に、2つの半円が内接している際、その3つの半円の円弧によって囲まれた図形をアルベロス図形と呼ぶ。